# Quincy-sous-le-Mont
Quincy-sous-le-Mont è un comune francese di 70 abitanti situato nel dipartimento dell'Aisne della regione dell'Alta Francia.

## Società

### Evoluzione demografica
Abitanti censiti